# Aliança del Treball i la Llibertat
L'Aliança del Treball i la Llibertat (en turc: Emek ve Özgürlük İttifakı, en kurd: Hevkariya Ked û Azadiyê) és una coalició d'esquerres de Turquia, formada pel Partit Popular per la Igualtat i la Democràcia (DEM Parti), el Partit Democràtic del Poble (HDP), Partit dels Treballadors de Turquia (TIP), el Partit del Treball, el Partit del Moviment Laborista i el Partit de la Llibertat Social.
El procés inicial de negociacions les va impulsar el HDP a principis de 2022, apostant per una confluència de tot l'espai d'esquerres a Turquia, convidant a nombroses organitzacions a participar-hi. Algunes d'aquestes, com el SOL Parti i el TKP, van refusar integrar-se en la mateixa al·legant desacords sobre el moment i l'estratègia. Tanmateix, l'Aliança va declarar la seva fundació el 25 d'agost de 2022. En la seva declaració, els partits membres van proclamar conjuntament que l'aliança té com a objectiu "la igualtat, la llibertat, la fraternitat, la pau i la democràcia per a la societat turca".
Els partits van anunciar que el programa polític i la full de ruta de l'aliança s'anunciaran al Centre de Congressos Haliç, a Istanbul, el 24 de setembre de 2022. Vuitanta figures literàries de Turquia, incloent-hi noms com Murathan Mungan, Zülfü Livaneli , İnci Aral i Ahmet Ümit, van signar una declaració pública per donar suport a la fundació de l'aliança i els seus objectius polítics. El 22 de març de 2023, els partits van declarar que no presentarien un candidat presidencial per a les eleccions presidencials de 2023, cosa que va augmentar les possibilitats del candidat del Partit Republicà del Poble, Kemal Kılıçdaroğlu. L'aliança va donar suport posteriorment a Kılıçdaroğlu el 27 d'abril de 2023 en oposició a la campanya del president Erdoğan.

## Composició
| Partit | Partit                                                                                | Abr.      | Líder                                | Ideologia                               | Posició                     | Escons   |
| ------ | ------------------------------------------------------------------------------------- | --------- | ------------------------------------ | --------------------------------------- | --------------------------- | -------- |
|        | Partit Popular per la Igualtat i la Democràcia Halkların Eşitlik ve Demokrasi Partisi | DEM Party | Tülay Hatimoğulları Tuncer Bakırhan  | Nacionalisme kurd Socialisme democràtic | Centreessquerra a esquerra  | 56 / 600 |
|        | Partit Democràtic del Poble Halkların Demokratik Partisi                              | HDP       | Cahit Kırkazak Sultan Özcan          | Nacionalisme kurd Socialisme democràtic | Centreessquerra a esquerra  | 0 / 600  |
|        | Partit dels Treballadors de Turquia Türkiye İşçi Partisi                              | TİP       | Erkan Baş                            | Comunisme Marxisme-leninisme            | Esquerra a extrema esquerra | 3 / 600  |
|        | Partit de les Regions Democràtiques Demokratik Bölgeler Partisi                       | DBP       | Çiğdem Kılıçgün Uçar Keskin Bayındır | Nacionalisme kurd Socialisme democràtic | Esquerra                    | 2 / 600  |
|        | Partit del Treball Emek Partisi                                                       | EMEP      | Seyit Aslan                          | Comunisme Antirrevisionisme             | Extrema esquerra            | 2 / 600  |
|        | Partit del Moviment Laborista Emekçi Hareket Partisi                                  | EHP       | Hakan Öztürk                         | Comunisme Marxisme-leninisme            | Extrema esquerra            | 0 / 600  |
|        | Partit de la Llibertat Social Toplumsal Özgürlük Partisi                              | TÖP       | Şilan Sürmeli                        | Socialisme llibertari                   | Esquerra a extrema esquerra | 0 / 600  |
|        | Federació d'Assemblees Socialistes Sosyalist Meclisler Federasyonu                    | SMF       | Col·lectiu                           | Comunisme Maoisme                       | Extrema esquerra            | 0 / 600  |